# Benigno Zaccagnini
Benigno Zaccagnini (ur. 17 kwietnia 1912 w Faenzy, zm. 5 listopada 1989 w Rawennie) – włoski polityk i lekarz, długoletni parlamentarzysta, minister, w latach 1975–1980 lider Chrześcijańskiej Demokracji (DC).

## Życiorys
Absolwent studiów medycznych. W latach 1941–1943 w okresie II wojny światowej służył jako oficer medyczny w armii włoskiej na Bałkanach. Później związany z ruchem oporu, był członkiem jednej z brygad partyzanckich. Po wojnie dołączył do Chrześcijańskiej Demokracji. W 1946 został wybrany do konstytuanty. W 1948 uzyskał mandat posła do Izby Deputowanych I kadencji. Siedmiokrotnie (w 1953, 1958, 1963, 1968, 1972, 1976 i 1979) z powodzeniem ubiegał się o reelekcję. Od lipca 1958 do marca 1960 był podsekretarzem stanu w resorcie pracy i ochrony socjalnej. Następnie do lutego 1962 sprawował urząd ministra pracy i ochrony socjalnej w dwóch rządach, którymi kierowali Fernando Tambroni i Amintore Fanfani. W latach 1968–1975 pełnił funkcję wiceprzewodniczącego Izby Deputowanych IV i V kadencji.
W latach 1975–1980 kierował Chrześcijańską Demokracją jako jej sekretarz. Od 1979 do 1981 sprawował mandat posła do Parlamentu Europejskiego I kadencji. W 1983 został członkiem Senatu IX kadencji. W 1987 zasiadał w izbie wyższej włoskiego parlamentu X kadencji, w trakcie której zmarł.